# GPD1
GPD1 (англ. Glycerol-3-phosphate dehydrogenase 1) – білок, який кодується однойменним геном, розташованим у людей на короткому плечі 12-ї хромосоми. Довжина поліпептидного ланцюга білка становить 349 амінокислот, а молекулярна маса — 37 568.
| 10         |  | 20         |  | 30         |  | 40         |  | 50         |
| ---------- |  | ---------- |  | ---------- |  | ---------- |  | ---------- |
| MASKKVCIVG |  | SGNWGSAIAK |  | IVGGNAAQLA |  | QFDPRVTMWV |  | FEEDIGGKKL |
| TEIINTQHEN |  | VKYLPGHKLP |  | PNVVAVPDVV |  | QAAEDADILI |  | FVVPHQFIGK |
| ICDQLKGHLK |  | ANATGISLIK |  | GVDEGPNGLK |  | LISEVIGERL |  | GIPMSVLMGA |
| NIASEVADEK |  | FCETTIGCKD |  | PAQGQLLKEL |  | MQTPNFRITV |  | VQEVDTVEIC |
| GALKNVVAVG |  | AGFCDGLGFG |  | DNTKAAVIRL |  | GLMEMIAFAK |  | LFCSGPVSSA |
| TFLESCGVAD |  | LITTCYGGRN |  | RKVAEAFART |  | GKSIEQLEKE |  | LLNGQKLQGP |
| ETARELYSIL |  | QHKGLVDKFP |  | LFMAVYKVCY |  | EGQPVGEFIH |  | CLQNHPEHM  |

A: Аланін

C: Цистеїн

D: Аспарагінова кислота

E: Глутамінова кислота

F: Фенілаланін

G: Гліцин

H: Гістидин

I: Ізолейцин

K: Лізин

L: Лейцин

M: Метіонін

N: Аспарагін

P: Пролін

Q: Глутамін

R: Аргінін

S: Серин

T: Треонін

V: Валін

W: Триптофан

Кодований геном білок за функціями належить до оксидоредуктаз, фосфопротеїнів. 
Задіяний у такому біологічному процесі, як альтернативний сплайсинг. 
Білок має сайт для зв'язування з НАД. 
Локалізований у цитоплазмі.